# 皇嘉門院別當
皇嘉門院別當（日语：／ Kōkamonin no Bettō */?，？—？）是日本平安時代後期女房和歌人，村上源氏出身，《百人一首》歌人之一，有9首作品收錄於敕撰和歌集。

## 和歌
別當是正五位下大宮權亮源俊隆之女，也是崇德天皇皇后藤原聖子（皇嘉門院）的女房。安元元年閏9月17日（1175年11月2日），她首次參加歌合，出席了右大臣兼實歌合，推測是由於皇嘉門院是九條兼實之姊，因此得已參加，她在此的對手是待宵的小侍從，三次對決中取得兩勝一平。其後，她也參加在治承3年10月18日（1179年11月18日）舉行的右大臣家歌合，對手分別是道因和藤原重家，均打成平手。此外，她在百首歌方面也參與在治承2年3月20日（1178年4月9日）開始，幾乎每隔十天舉行一次，總共十次的右大臣家百首。根據《玉葉》養和元年12月5日（1182年1月11日）條記載，她在皇嘉門院死去時作為比丘尼參與其入殮等的事宜。
| 敕撰和歌集     | 《新編國歌大觀》編號 | 收錄歌數 |
| -------------- | -------------------- | -------- |
| 千載和歌集     | 694、807             | 2首      |
| 新敕撰和歌集   | 667、787             | 2首      |
| 續後撰和歌集   | 608                  | 1首      |
| 玉葉和歌集     | 1448                 | 1首      |
| 續後拾遺和歌集 | 289                  | 1首      |
| 新千載和歌集   | 1539                 | 1首      |
| 新拾遺和歌集   | 1240                 | 1首      |

## 百人一首
- 《小倉百人一首》
皇嘉門院別當
菱川師宣繪本
- 《百人一首乳母繪解（日语：絵解）》
皇嘉門院別當
葛飾北齋的浮世繪
- 《小倉擬百人一首》
皇嘉門院別當
足輕市右衛門
歌川國芳的浮世繪

| 《新編國歌大觀》版本 | 全日本歌牌協會版本 | 嵯峨嵐山文華館版本 | 中譯                                        |
| -------------------- | ------------------ | ------------------ | ------------------------------------------- |
|                      |                    |                    | 難波葦節短 一夜雖盡歡 但願情長久 委身無怨言 |

這首和歌收錄於《千載和歌集》卷第十三「戀歌三」，《新編國歌大觀》編號是807，詞書是「在攝政右大臣家歌合中，以在旅宿遇到愛情為題而作」（摂政右大臣の時の家の歌合に、旅宿逢恋といへるこころをよめる）。此歌同時收錄於《定家八代抄》，為一首運用序詞、掛詞和緣語的技巧歌，類同於元良親王以及伊勢的《百人一首》入選作，《米澤抄》和《賴常聞書》等均視此歌為元良親王作品的本歌取，為一首通過描繪遊人與當時聚集於神崎和江口一帶的遊女的一夜情來反映對愛情何去何從的不安，難波和澪標也讓人聯想到難波京和《源氏物語》「澪標」卷，皇嘉門院的院號也讓此歌的意境與崇德天皇的下場重叠起來。
首句是大阪港的潮口，為讓人聯想到蘆葦（あし）和澪標（みをつくし）的歌枕，為其緣語。第二句是指收割了蘆葦的根部，其中「）」承接前句構成序詞，而則是指收割了的根部，作為掛詞也有借宿（仮寝）的意思，從而暗指一夜情。第三句中的作為掛詞同時指一節或一夜，一節是指蘆葦的節，用作比喻短暫，則是表示理由的名詞。第四句中的作為掛詞同時指澪標和竭盡全力（身を尽くし），用作呼應前面的借宿一宵（かりねの一よ），是接續助詞，則是表示疑問的係助詞。末句是指一定會繼續去愛，其中（繼續去愛）是四段動詞的終止形，則是表示推測的助動詞的連體形，與前句的形成係結。

### 註解
1. ↑  詞書是指該和歌的主題和寫作動機等相關事宜[11]。